# ناحیه کارلیل، شهرستان کلینتون، ایلینوی
ناحیه کارلیل، شهرستان کلینتون، ایلینوی (به انگلیسی: Carlyle Township) یک منطقهٔ مسکونی در ایالات متحده آمریکا است که در شهرستان کلینتون، ایلینوی واقع شده‌است. ناحیه کارلیل ۳٬۹۳۲ نفر جمعیت دارد و ۱۳۷ متر بالاتر از سطح دریا واقع شده‌است.